# Франкен, Андре
Андре Франкин (3 января 1924, Эттербеек, Бельгия — 5 января 1997, Сен-Лоран-дю-Вар, Франция) — бельгийский художник и автор комиксов. Более всего известен как автор комиксов о персонажах Гастоне Лагаффе (первая история о нём появилась 28 февраля 1957 года) и Марсупилами.

## Биография
Родился в семье банковского клерка. Рисовать начал в раннем возрасте, с 1944 года сотрудничал с Моррисом и Пейо, с 1946 года вместе с бельгийским художником комиксов Жиже, бывшим в некотором роде его учителем, работал над комиксами «Спиру и Фантазио». После ссоры в 1955 году с Шарлем Дюпюи, владевшим журналом «Спиру», перешёл на работу в конкурирующий журнал комиксов «Тинтин», однако затем вернулся к Дюпюи. С 1960-х годов практически полностью посвятил себя написанию новых историй о Гастоне. Скончался от сердечного приступа.
К числу других известных его работ относятся комикс-сериалы «Модеста и Помпоном», «Чёрные мысли» и так далее. Франкин считается одним из основателей направления «франко-бельгийских» комиксов.